# Paavo Kahla
Paavo Kahla (Lohtaja, 1918. november 4. – Kittilä, 1944. október 23.) a Finn Légierő pilótája volt. Legmagasabb viselt rendfokozata a századosi volt. Kitüntették a Mannerheim-kereszttel. A lappföldi háború idején 50 felderítő repülést teljesített Fokker C.X típusú harci felderítő gépeken.

## Katonai pályafutása
1941. októberében nevezték ki századparancsnok-helyettesnek. 1941. december előléptették főhadnaggyá. 
1944. július 27-én a lappföldi háború végső szakaszában előléptették századossá. 1944. szeptember 4-én a Finn Légierő 26. Repülőszázadához (finnül: Lentolaivue 26) vezényelték, ahol további felderítőrepüléseket kellett végrehajtania Lappföldön a német csapatok hadmozdulatainak leleplezésére.

## Halálának körülményei
1944. október 23-án a lappföldi háború idején a Finn Légierő két katonája, Paavo Kahla százados, pilóta és Jouko Liinamaa őrmester, megfigyelő, felderítő repülést hajtott végre a területen, amikor is eltűntek. Maradványaikat rénszarvaspásztorok találták meg 1945 tavaszán a lelőtt Fokker C.X típusú repülőgépük roncsainak közelében, Aakenustunturi környékén.

## Fordítás
- Ez a szócikk részben vagy egészben  a   Paavo Kahla című finn Wikipédia-szócikk ezen változatának fordításán alapul.  Az eredeti cikk szerkesztőit annak laptörténete sorolja fel. Ez a jelzés csupán a megfogalmazás eredetét és a szerzői jogokat jelzi, nem szolgál a cikkben szereplő információk forrásmegjelöléseként.